# Гебре Крестос
Гебре Крестос (гиз: ገብረ ክሪስቶስ, Христов слуга) био је етиопски цар (негуш негасти) који је био на власти свега три месеца (18. март 1832 — 8. јун 1832) у несрећном мрачном раздобљу званом Земене Месафинт (Доба принчева).

## Биографија
Гебре Крестос је био син Гебре Месаја, наводног потомка млађег сина владара Фасилидеса. Његовог брата Сахле Денгела поставио је за владара 1832, моћни Рас Али II члан владарске породице из племена Оромо из округа Јеџу, и практично користио Сахле Денгела као своју марионету.
Убрзо су његови свештеници посумњали у верску исправност Сахле Денгела и уверили његовог патрона Рас Алија II да га се реши. Рас Али II послушао је њихов савет, па је послао Сахле Денгела у егзил у Зенгај. Истовремено је вратио његовог брата Гебре Крестоса из прогонства на острву Митраха (Језеро Тана) и поставио за цара Етиопије.
Међутим, Гебре Крестос је умро након свега три месеца, те је сахрањен је у манастиру Текле Хајманот у Адабабају.
Истраживач етиопске историје, Валис Баџ, тврди да неки извори наводе да је Гебре Крестос по свему био отрован.
Након неколико месеци интерегнума, Рас Али II поновно је вратио Сахле Денгела на етиопски царски трон у октобру 1832. године.